# Jean-Pierre Van Rossem
Jean-Pierre P.A.J. Van Rossem (Brugge, 29 mei 1945 – Jette, 13 december 2018) was een Belgisch econoom, publiek figuur, econometrist, zakenman, schrijver, publicist, veroordeeld oplichter, schilder en volksvertegenwoordiger.

## Levensloop

### Jeugd en opleiding
Ondanks zijn uitstekende schoolprestaties kende Van Rossem naar eigen zeggen een ongelukkige, liefdeloze jeugd. Zijn rebelse karakter en kritische ingesteldheid tegenover het in zijn ogen onrechtvaardige kapitalistische establishment vertaalden zich reeds in zijn puberteit in een enthousiaste belangstelling voor communistische filosofen zoals Karl Marx en non-conformistische schrijvers als Franz Kafka.
Van Rossem studeerde economie (toentertijd handelswetenschappen) aan de Rijksuniversiteit Gent van 1963 tot 1967. In 1968 won hij met zijn licentiaatsverhandeling De omloopsnelheid van het geld de prijs van de Internationale Jaarbeurs van Vlaanderen. Hierdoor kon hij econometrie studeren bij Nobelprijswinnaar Lawrence Klein aan de Wharton School of the University of Pennsylvania. Tijdens zijn verblijf in de Verenigde Staten begon hij te experimenteren met heroïne waaraan hij jarenlang verslaafd zou blijven. In deze periode begon hij als repetitor ook zijn eerste repetitiebureau, Metodika in Gent. Hij vertoefde ondertussen in het Gentse linkse milieu.
In 1971 werd hij veroordeeld voor valsheid in geschrifte en uitschrijven van ongedekte cheques. De straf was een jaar gevangenis met uitstel. In 1973 werd hij nog eens veroordeeld, nu kreeg hij vier jaar effectieve celstraf. Toen hij in 1977 vrijkwam, was hij afgekickt van zijn heroïneverslaving.

### Moneytron
Van Rossem kwam in de tweede helft van de jaren 1980 voor het eerst in de publieke belangstelling met 'Moneytron', een beursbeleggingsbedrijf dat schijnbaar eindeloze winsten kon aanbieden. Van Rossem beweerde een systeem te hebben ontwikkeld waarmee hij de beurshandel kon voorspellen en het kapitalistisch systeem te snel af was. Later bleek dat hij de hem toevertrouwde sommen doorsluisde naar zijn eigen rekeningen.
Dankzij de vermeende onfeilbaarheid van het Moneytron-systeem, maar vooral door Van Rossems gevoel voor show, kwamen steeds grotere bedragen in zijn richting. De miljarden die hem werden toevertrouwd, verdwenen onder andere naar Zwitserse bankrekeningen en in het criminele circuit. Zo handelde hij onder meer in vervalste aandelen van Deutsche Bank. In december 2018 bevestigde Van Rossem in de VIER-docureeks Van Rossem dat een intimus van het Belgische koningshuis eind jaren tachtig onrechtstreeks miljoenen dollars bij Moneytron had belegd. Het zou gaan om Fernand 'Freddy' Estenne, oprichter van de Panamese offshore-vennootschap Galatsi Royal Business (GRB) en tot 1984 eigenaar van het farmaceutische bedrijf Continental Pharma. Het verhaal werd eerder al onthuld door de financiële journalisten Thierry Debels (Vorstelijk vermogen) en Ludwig Verduyn (Jean-Pierre Van Rossem : opkomst en val van een financieel stroman). Volgens Verduyn zou ook industrieel Eric Wittouck, een andere vertrouweling van het koningshuis, via GRB bij Van Rossem hebben belegd.
In 1989 was hij eigenaar van een F1-team (Onyx Moneytron), dat tiende op 21 raceteams eindigde. In 1990 werd het team verkocht aan de Zwitserse autobouwer Peter Monteverdi.

### Veroordelingen
In februari 1995 werd Van Rossem door de correctionele rechtbank van Antwerpen bij verstek veroordeeld tot vijf jaar cel voor valsheid in geschrifte, bedrieglijke bankbreuk en misbruik van vertrouwen. De rechtbank oordeelde onder meer dat zijn Moneytron-beleggingssysteem bedrog was. Gedupeerde beleggers kregen schadevergoedingen gaande van 5,3 miljoen tot 28 miljoen frank en 6,5 miljoen frank, zes Ferrari's en een Lamborghini van Van Rossem werden verbeurdverklaard. Het vonnis werd in verzet, beroep en cassatie bevestigd en in december 1997 belandde Van Rossem opnieuw in de gevangenis. In juli 1999 kwam hij voorwaardelijk vrij. Tijdens zijn periode in de gevangenis hield hij voor het weekblad Humo een dagboek bij.
 In 2009 werd de Belgische staat in Straatsburg veroordeeld voor de schending van de privacy van een van zijn burgers door het Europees Hof voor de Rechten van de Mens, betreffende de huiszoekingen die in 1990 plaatsvonden bij Van Rossem. Het Hof oordeelde unaniem dat artikel acht van het Verdrag tot Bescherming van de Rechten van de Mens overtreden werd: het respect voor iemands woning maakt immers deel uit van de eerbiediging van het privéleven. Het Hof kende Van Rossem, die tussen 1991 en 1995 parlementariër was, geen schadevergoeding toe omdat hij daarvoor niet tijdig een aanvraag had ingediend. Het doel van het huiszoekingsbevel was: "alle voor het onderzoek nuttige documenten en stukken in beslag nemen". Het Hof achtte deze beschrijving veel te ruim en oordeelde dat het ook voor derden duidelijk moet zijn wat het doel van de huiszoeking is.
Jaren later, in 2018, kreeg hij nog eens twee jaar celstraf en er werd 390.000 euro verbeurdverklaard wegens valsheid in geschrifte, witwassen, belastingfraude en oplichting. Dit nadat hij er volgens het parket een luxueuze levensstijl op nahield, wat verdacht was gezien zijn lage pensioen. Volgens het parket zou de luxe bekostigd zijn door verborgen geld van Moneytron. Van Rossem echter heeft steeds alle tenlasteleggingen ontkend.

### ROSSEM
Van Rossem stapte met zijn libertijnse partij ROSSEM in de Belgische politiek en behaalde vier zetels bij de verkiezingen van 1991, drie in de Kamer van volksvertegenwoordigers en één in de Senaat. Van Rossem kon echter zelf geen zitting nemen in het parlement daar hij vlak voor de verkiezingen was gearresteerd. Pas na zijn vrijlating in januari 1992 kon hij zijn zetel innemen. In navolging van Julien Lahaut, die in 1950 de beëdiging van koning Boudewijn verstoorde, riep Van Rossem in 1993 bij de beëdiging van koning Albert II: Vive la République d'Europe! Vive Julien Lahaut! Senaatsvoorzitter Frank Swaelen sprak daarop: Mijnheer, uw gedrag is onwaardig en schandalig, en het hele land zal u veroordelen!
In de periode januari 1992-mei 1995 had hij als gevolg van het toen bestaande dubbelmandaat ook zitting in de Vlaamse Raad, de voorloper van het huidige Vlaams Parlement.
In 1993 viel zijn partij uit elkaar door interne strubbelingen. Bij de verkiezingen van 1995 was Van Rossem lijstduwer van de Senaatslijst van de libertijnse partij HOERA, maar hij werd niet verkozen.
In 2004 schreef en regisseerde hij een vaudevillesk toneelstuk (God is dood, 't is godgeklaagd) waarin hij zelf meespeelde. Van 2005 tot 2007 hervatte hij z'n oude werkzaamheid als repetitor voor studenten in Gent. Hij bood zich aan voor de opleiding van studenten in economie, rechten, criminologie en filosofie. Medio 2007 trok hij zich terug uit het publieke leven.

### ROSSEM bis

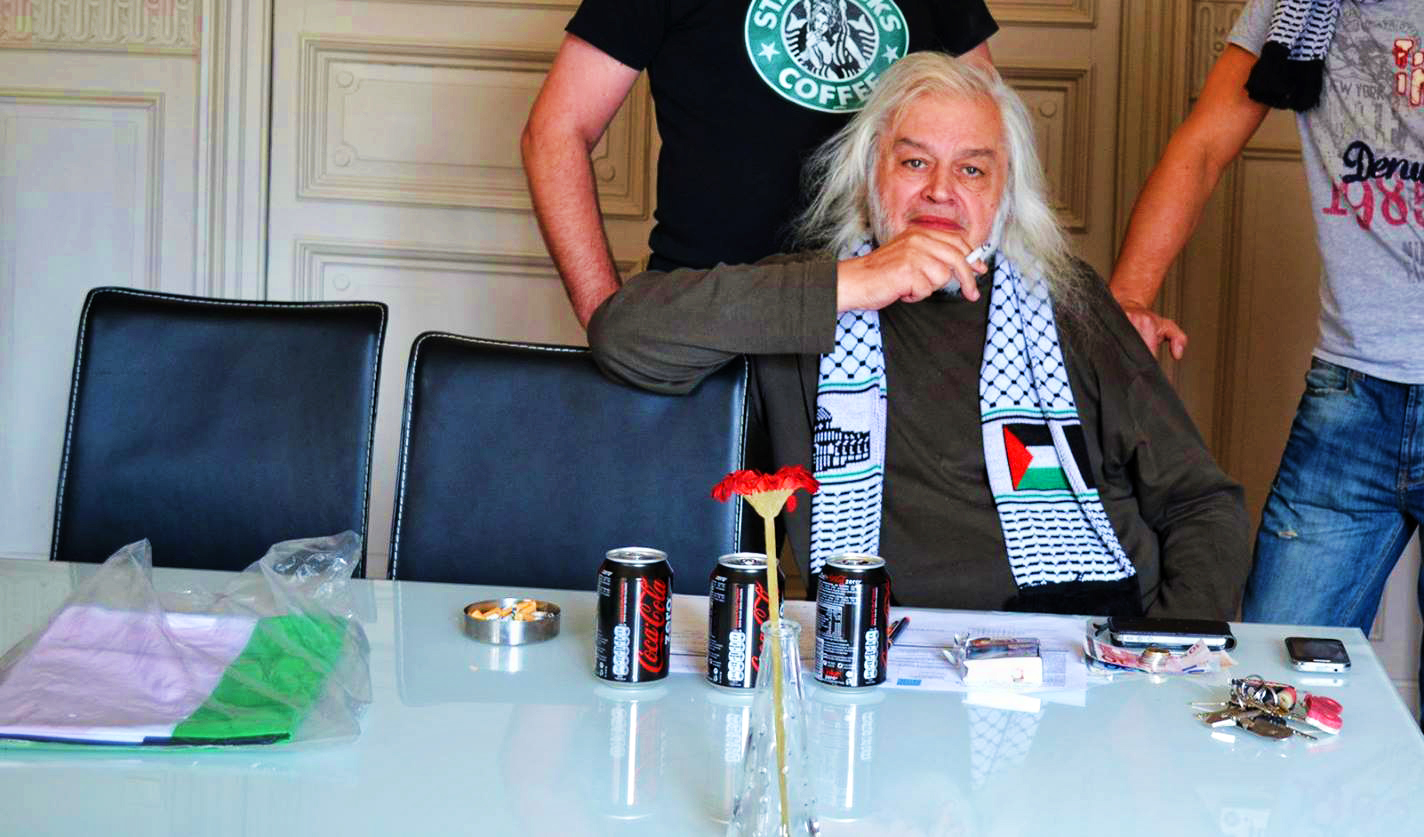
Jean-Pierre Van Rossem in het partijlokaal van ROSSEM in Hoegaarden in 2014

Op 26 maart 2009 kondigde Van Rossem in het Canvas-programma Phara aan dat zijn partij ROSSEM in 2011 opnieuw aan de verkiezingen zou deelnemen. Dit plan viel echter in het water doordat deze verkiezingen vervroegd werden naar 2010. In januari 2012 blies hij de partij nieuw leven in, doch zag hij af van deelname aan de lokale verkiezingen 2012. ROSSEM nam wel deel aan de verkiezingen van 2014, waarvoor hij de Vlaamse lijst in Antwerpen trok. De partij haalde 0,24% van de stemmen in het Vlaams Parlement, en 0,17% in het federale parlement, ruim onvoldoende voor een zetel. In 2014 richtte hij samen met enkele leden uit het voormalige ROSSEM de libertijnse beweging "Anderz" op maar deze ging al snel ten onder vanwege financiële strubbelingen.

## Privéleven
Jean-Pierre Van Rossem had zijn leven lang een getroebleerde relatie met zijn ouders. Ook met zijn zus leefde hij in onmin.
Jean-Pierre Van Rossem trad driemaal in het huwelijk. Zijn eerste huwelijk, in 1966, afgesloten in een dronken bui na een weddenschap, hield slechts enkele maanden stand. In 1978 huwde hij met Nicole Annys, met wie hij een zoon kreeg. Na haar overlijden in 1989 trouwde hij in 1990 met Rachida Bettar, met wie hij opnieuw een zoon kreeg.
In januari 2017 kondigde Van Rossem in een YouTube-interview aan een aanvraag tot euthanasie ingediend te hebben. Na een "goed, bewogen en excessief leven" te hebben gehad, voelde hij zich nu "mentaal en lichamelijk helemaal opgeleefd". De dag erna verklaarde hij misleid te zijn door de video-reporter die zich niet aan de afspraken zou hebben gehouden. Volgens Van Rossem was het (niet door hem vooraf gevisioneerde) vraaggesprek enkel bedoeld voor de persoonlijke website van de reporter en niet bestemd voor de nationale media. Volgens de interviewer echter werden alle op voorhand duidelijk gemaakte afspraken correct nageleefd.

### Overlijden
Begin december 2018 liep op tv-zender VIER een tweedelige documentaire over de politicus, gemaakt door Peter Boeckx. Net na de tweede uitzending werd Van Rossem overgebracht naar het ziekenhuis, waar hij in de nacht van donderdag 13 op vrijdag 14 december 2018 overleed. Hij werd in besloten kring begraven ergens in de buurt van Kapelle-op-den-Bos.

## Trivia
- Van Rossems flamboyante uiterlijk maakte hem een favoriet doelwit voor striptekenaars. Zo tekende Erik Meynen begin jaren 1990 twee stripverhalen met de titel Van Rossem met hem in de hoofdrol. Hij dook ook op in enkele Nero-stripalbums.
- In 2005 eindigde hij op nr. 154 in de Vlaamse versie van De Grootste Belg, buiten de officiële nominatielijst.
- Van Rossem beweerde Osama bin Laden in 1988 ontmoet te hebben in de Bahrain Middle East Bank in Saoedi-Arabië.[30]
- Tijdens de laatste jaren van zijn leven hield Van Rossem zich bewust uit de media. Zijn laatste langere tv-optreden was op 9 maart 2016 in het satirische nieuwsprogramma De Ideale Wereld. In januari 2018 kwam hij toch nog eens op televisie in Van Gils & gasten, waar hij bekendmaakte dat hij na meer dan vijftig jaar ruzie zich eindelijk verzoend had met zijn ouders.
- Naar eigen zeggen legde Van Rossem zich, net als in zijn jeugdjaren, sinds 2017 terug toe op de schilderkunst, maar de data op zijn werken bevestigen dat dit reeds vanaf 2015 moet zijn geweest.
- Van Rossem was supporter van Cercle Brugge.

## Publicaties
- Hoe genezen we onze zieke ekonomie? (1979, Metodika)
- Moneytron: How the System Works (1989)
- Is Outperformance of Security Markets Possible with Modern Econometrics? (1990)
- Staat in staat van ontbinding (1990, Houtekiet)
- Proces in duplo (1990, Houtekiet)
- Mister Junkie & Sister Morphine (1991, Houtekiet)
- Sonate voor een blauwe vuurtoren (1991, Houtekiet)
- Libertijns Manifest (1991)
- Libertijnse Breekpunten: wat willen Libertijnen (1992)
- Een dode zwaan in Tann (1992)
- De schat van de Arme Klavers (1992, Loempia)
- Hoe word ik stinkend rijk?: Van Rossems beleggings- en belastinggids editie 1993 (1992)
- Wie vermoordde André Cools? (1993, Loempia)
- Hoe kom ik van de grond? : Van Rossems Sex- en Bordelengids (1993)
- De nacht van Christus-Koning (1996)
- Vrouwen (2609) (1997, Modino)
- Gevangenisdagboek (1999, Van Halewyck)
- De dag van de nachtschade (2000, Van Halewyck)
- Brigitte, of Het hart van de engel (2001)
- De maquette : verslag (2002)
- De onkuise kuisheid van de Boccaccio : studie van het postmoderne nachtleven (2002)
- Crisis: Hoe lossen we het op? (2009, Lampedaire)
- De engel in de duivel (2009, Lampedaire)
- Belgisch uranium voor de eerste Amerikaanse en Russische atoombommen (2011, Van Halewyck)